# Storia dell'isola d'Elba
L'isola d'Elba, appartenente all'arcipelago toscano, fu frequentata già nel Paleolitico e venne colonizzata dagli Etruschi per la produzione di ferro. Venne chiamata Aithalìa dai Greci, «...per la quantità di fuliggine (aithàle) che vi si produce...», e Ilva dai Romani.

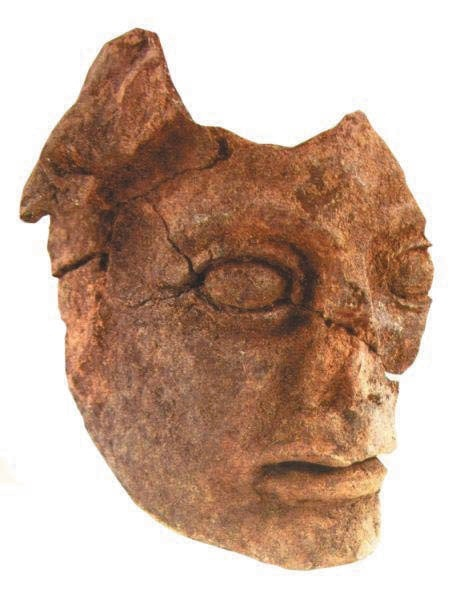
Testa in terracotta di età etrusca da Monte Castello

## Preistoria
Le vicende più antiche della preistoria dell'isola sono collegate ai cambiamenti climatici e ambientali: durante le glaciazioni l'Elba era collegata alla terraferma e l'ambiente era popolato da grandi mammiferi che venivano cacciati dagli uomini. Con la fine delle glaciazioni, si staccò dalla terraferma e non poté più essere facilmente raggiunta, rimanendo spopolata.
Le prime ricerche archeologiche sistematiche risalgono alla metà dell'Ottocento e si debbono a Raffaello Foresi, umanista e archeologo. I manufatti litici da lui scoperti in molte stazioni preistoriche diventano oggetto di discussione dei più importanti studiosi del tempo (il geologo Igino Cocchi, Gaetano Chierici, Luigi Pigorini.
La studiosa Antonietta Gori, quasi mezzo secolo dopo, effettuò un'analisi tipologica sistematica di tutti i pezzi rinvenuti.
I siti finora rinvenuti sono una quarantina: si tratta non di insediamenti stabili, ma di accampamenti per battute di caccia, come dimostrano i ritrovamenti di strumenti litici (Lacona e Procchio).
Non ci sono tracce di industrie mesolitiche e questo fa supporre che l'isola sia stata priva di attività umana almeno per cinquemila anni, fino all'arrivo dei primi navigatori neolitici attestato da manufatti in pietra ed ossidiana (asce, punte di freccia e lame) rinvenuti sul Massiccio del Monte Capanne (Masso alla Guata, Masso dell'Aquila, Serraventosa, La Stretta, Piana di Moncione, Chiusa Borsella), Marciana Marina, Procchio, Lacona, Biodola, Portoferraio, Cavo e Rio nell'Elba.
Grazie ai giacimenti metalliferi del distretto orientale dell'isola, i gruppi umani presenti sul territorio svilupparono una società dedita all'estrazione, alla lavorazione parziale in loco del rame, dello zinco e del piombo e che molto probabilmente commerciava il rame con altri gruppi residenti nella penisola e con genti provenienti dall'Oriente. Questo sarebbe attestato dalla scoperta di manufatti nella Necropoli rupestre di Rio Marina, dove è stata rinvenuta una sepoltura collettiva di una comunità mineraria dell'Elba nordorientale: il tipo di rituale funebre e gli oggetti del corredo funerario, rimandano sia alla cultura locale dominante di quel periodo, quella di Rinaldone, che ad altri ambiti esterni (egeo-anatolici).
Non ci sono testimonianze legate alla prima parte del II millennio a.C., mentre sono numerosi i siti risalenti all'età del bronzo medio/finale, soprattutto nel distretto del Monte Capanne. Di estremo interesse sono i siti megalitici dei Sassi Ritti, delle Piane alla Sughera e di Monte Còcchero. Secondo la tradizione letteraria, in epoca protostorica l'Elba era abitata dagli Ilvati, una popolazione appartenente all'etnia dei Liguri, come sembrerebbe attestato dai toponimi Borandasco, Soleasco e Marcerasca con il tipico suffisso in «-asco»; da qui, secondo alcuni, il nome antico dell'isola: Ilva. A Monte Giove sono stati rinvenuti i resti di un villaggio terrazzato risalente alla seconda metà del II millennio a.C. Le capanne a pianta rettangolare o ellittica sono ampie per l'epoca e sono caratterizzate da uno zoccolo a lastroni di granito da cui si alzano pali di legno che sorreggono tetti a spiovente o a botte. Gli isolani praticavano, insieme alla pastorizia e all'agricoltura, con produzione casearia e tessitura, le attività estrattive e il commercio, come prova il ritrovamento di una collana d'ambra presso il Masso dell'Omo. La disposizione, strategica per il controllo del territorio e del mare, di villaggi e nuclei insediativi intorno al Monte Capanne, sono la prova che gli isolani erano in contatto con culture diverse che giungevano dal mare per comprare metalli grezzi e lavorati.
L'Elba entra in alcuni miti greci: Diodoro Siculo e poi il geografo Strabone riferiscono dell'arrivo nell'isola degli Argonauti, che vi fondarono il porto di Argos (Portoferraio). Anche Virgilio riprende questo mito e tramanda la vicenda della partecipazione di guerrieri elbani alla guerra di Troia, prima in aiuto a Priamo, poi a sostegno di Ascanio.

## Periodo etrusco
Nel VII secolo a.C. un nucleo di colonizzatori Etruschi, che si era impiantato in un precedente insediamento del promontorio di Populonia, occupò anche l'isola. L'Elba si inseriva così fra le aree minerarie della costa maremmana, insieme a Massa Marittima, Campiglia, i monti della Tolfa e le colline Metallifere. I minerali venivano estratti e parzialmente lavorati sull'isola, poi smistati attraverso Populonia. Populonia conobbe un periodo di sviluppo, parallelamente al declino di centri più antichi come Cerveteri: nell'Elba si ebbe un potenziamento sia della lavorazione del ferro, sia degli insediamenti che delle opere di fortificazione, specialmente nei presidi a mare. Ritrovamenti archeologici hanno confermato la presenza etrusca a Portoferraio, a San Giovanni ai Magazzini e alle Trane.
Dopo la battaglia navale di Cuma (474 a.C.), nella quale gli Etruschi vennero sconfitti dalla flotta siracusana di Gerone I, sono attestati negli scavi i segni di devastazioni e incendi; i Siracusani rivendicarono il predominio commerciale per il ferro presente sull'isola, culminando nel 453 a.C. con due spedizioni militari all'Elba dovute ad Apelles e Phayllos. 
Nell'isola si rafforzò l'apparato difensivo, con fortificazioni in posizioni dominanti che controllavano il territorio, gli approdi e le vie di comunicazione, le quali, collegate visivamente l'una all'altra, costituivano una rete difensiva. A mezza costa vi erano nuclei fortificati di secondo livello (Poggio, Monte Castello, San Felo, Grassera) più numerosi, e con un raggio di osservazione e di segnalazione molto ampio. Su collinette di 100 m circa sul livello del mare sorgeva un terzo livello di avvistamento, costituito da abitati fortificati (Castiglione di Campo, Castiglione di San Martino, Monte Fabbrello, Monte Puccio).

## Periodo romano
La presenza romana sull'isola è attestata sia dai ritrovamenti archeologici che dalla toponomastica. Il geografo Strabone riferisce che nel I secolo pur continuando ad estrarsi il ferro nell'isola, la sua lavorazione avveniva a Populonia.
L'isola diventò sempre più importante per la sua posizione strategica, al centro delle rotte commerciali verso la Gallia, la Spagna, il Nord Africa e le isole del Mediterraneo; di tali attività sono testimonianza i relitti di alcune naves onerariae affondate nelle acque di Sant'Andrea, Procchio e Chiessi. Roma potenziò i porti, vennero costruiti insediamenti produttivi, militari e abitativi in buona parte del territorio isolano. Il traffico commerciale era legato, oltre che al ferro o alle armi, alla ceramica a vernice nera, alle macine pozzolaniche, al vino, e ai graniti, che sfruttavano le cave dell'isola (granodiorite). Questa intensa attività commerciale è testimoniata dai molti relitti affondati lungo le coste dell'isola.
Sono stati rinvenuti sulla costa settentrionale dell'isola i resti di tre ville romane: la Villa delle Grotte (abbandonata intorno all'anno 100 d.C.), che domina il golfo di Portoferraio, la Villa della Linguella (centro di un insediamento attivo tra il 50 e il 250 d.C.), sulla lingua di terra all'estremità del promontorio di Portoferraio che delimita la darsena a est, e la Villa di Capo Castello (abbandonata intorno al 150 d.C.), costruita sul promontorio del Cavo. Agli inizi del I secolo in una villa elbana soggiornò il poeta Ovidio. 
Fra la metà del I secolo e la metà del III l'Elba attraversò un periodo florido sia sul piano produttivo che commerciale.

## Periodo medievale
Con la caduta dell'Impero romano e le invasioni barbariche, la riduzione dei traffici commerciali, pur in mancanza di devastazioni, provocò lo spopolamento dell'isola.
L'arcipelago passò intorno al 610 dai Bizantini ai Longobardi, della cui presenza è restata traccia nella toponomastica (Gualdo da wald, Cafaio da gahagi e Castaldinco da kastald). Dopo la sconfitta dei Longobardi ad opera dei Franchi l'arcipelago toscano passò al Papato con una donazione.
L'Elba fu frequentata da monaci ed eremiti che seguivano la regola di Pacomio: fra questi san Cerbone, che, fuggito dall'Africa, arrivò a Populonia e ne divenne vescovo, ma, perseguitato dai Longobardi, si rifugiò sull'isola dove rimase fino alla morte in un romitorio nei boschi fra Poggio e Marciana. 
Gli attacchi dei pirati saraceni resero insicuro anche il mar Tirreno settentrionale fino alla vittoria di Pisa sulla flotta saracena nell'874. Pisa ebbe dal papa l'incarico di proteggere l'arcipelago, prendendone gradatamente possesso. Nel X secolo venne costruita una torre sull'isolotto della Palmaiola, mentre nel 1003 e nel 1016 fu assalita da Mujāhid al-ʿĀmirī. Sotto la dominazione pisana l'isola fu dotata di nuove opere militari di difesa: la Torre di San Giovanni, la Fortezza del Volterraio e quella di Montemarsale, veri e propri castelli entro cui la popolazione si poteva rifugiare in caso di attacco dal mare. Nell'ambito delle lotte fra Genova e Pisa, gli elbani in più di una occasione dovettero difendersi dai tentativi dei genovesi di occupare l'isola.
In questo periodo sono presenti gli abitati di Capoliveri, Rio, Montemarsale, Ferraia, Marciana, Poggio, San Piero in Campo, Sant'Ilario in Campo, Pomonte, Latrano, Grassera e Cruce. Si ebbe inoltre una ripresa delle attività estrattive e commerciali con esportazioni di ferro e granito.
Dopo la sconfitta di Pisa nella battaglia della Meloria (1284), Genova tentò in due occasioni di sottrarre l'isola alla rivale e diversi elbani furono fatti prigionieri e tenuti nelle carceri genovesi. L'Elba subì un declino economico, aggravato da carestie ed epidemie di peste (1348), e l'isola si spopolò nuovamente.

## Principato di Piombino
Alla fine del XIV secolo un colpo di Stato portò al potere a Pisa Pietro Gambacorti, rovesciato pochi anni dopo da Jacopo Appiano. Il figlio di questi, Gherardo, vendette Pisa al duca di Milano Galeazzo Visconti per 200.000 fiorini, tenendo per sé solo Piombino, l'Elba, Pianosa e Montecristo, Cerboli e Palmaiola, che divennero il principato di Piombino. Genova approfittò della debolezza degli Appiani e nel 1401 tentò di occupare l'isola cingendo d'assedio le fortezze del Volterraio e di Montemarciale, ma la resistenza della popolazione unita agli aiuti provenienti da Piombino fecero fallire l'impresa.
Sotto il principato di Piombino furono nuovamente rafforzate le difese dell'isola, con la costruzione della Fortezza del Giove presso Rio. Alla metà del XV secolo ripresero le incursioni dei corsari tunisini (1442) e un nuovo tentativo di Genova, alleatasi con gli Aragonesi, di occupare l'isola fallì grazie alla inespugnabilità del forte del Volterraio. Durante il governo di Jacopo IV Appiano (1501-1503) Cesare Borgia occupò il principato, ma alla morte di papa Alessandro VI tutto tornò nelle mani degli Appiani, che si allearono prontamente con gli spagnoli.
Nel 1544 l'isola fu attaccata da uno dei comandanti musulmani più temuti, Khayr al-Din Barbarossa: molti isolani furono fatti prigionieri e in quell'occasione il villaggio di Grassera cessò di esistere e il Barbarossa mise a ferro e a fuoco Capoliveri. Cosimo de' Medici ottenne il principato in affidamento dall'imperatore Carlo V per garantirne la sicurezza: rafforzò le fortificazioni e fece costruire nella baia di Portoferraio Cosmopoli, una piazzaforte costituita da tre bastioni fra loro collegati (Forte Falcone, Forte Stella e Torre della Linguella). 
L'Elba fu ancora attaccata da Francesco I, re di Francia e nemico dell'imperatore Carlo V, alleatosi coi musulmani di Dragut: i paesi elbani furono nuovamente saccheggiati nel 1553 e nel 1555, ma Cosmopoli resistette a entrambi gli assalti. Jacopo VI Appiano si rivolse all'imperatore, che riassegnò il principato di Piombino agli Appiani, ma lasciò l'Elba ai Medici. Un secondo affidamento ai Medici fu di nuovo interrotto dal nuovo re di Spagna, Filippo II e a Cosimo rimase Portoferraio e l'appalto delle miniere per 90 anni, a canone annuo di tredicimila ducati. Con la scusa di difendere il principato di Piombino dalle mire espansionistiche dei Medici, Filippo II mandò la sua flotta all'Elba e fece costruire una piazzaforte spagnola a Longone (Porto Azzurro): all'inizio del Seicento l'isola si trovò dunque divisa in tre parti. I Francesi assediarono e conquistarono la piazzaforte di Longone, ma quattro anni dopo gli Spagnoli se ne reimpossessarono. 
Le lotte per la conquista dell'Elba continuarono per tutto il secolo e gli elbani subirono devastazioni, arresti e la demolizione di molte loro difese, come la Fortezza del Giove e le mura di Capoliveri.

## Granducato di Toscana e Napoleone
Nel 1731 gli spagnoli sottrassero ai Medici le piazzeforti di Livorno e di Portoferraio. Portoferraio venne di nuovo riunita al granducato di Toscana, assegnato ai Lorena, dopo la morte di Gian Gastone de' Medici. Nel 1734 il presidio del Longone passò agli spagnoli.
L'interesse strategico di Portoferraio indusse gli inglesi a chiedere, senza esito, al granduca Pietro Leopoldo di Lorena di acquistare la piazzaforte. Il granduca facilitò lo sviluppo mercantile della cittadina con la concessione di franchigie e fece costruire un faro davanti al Forte Stella. Sotto i Lorena l'isola si sviluppò nuovamente e nacquero diversi centri costieri, tra cui un insediamento intorno al forte di Longone, Rio Marina e Marciana Marina.
Nel 1796 Napoleone si impadronì del porto di Livorno, mentre gli inglesi, che avevano sbarcato un contingente all'Elba, gli impedirono di occupare anche Portoferraio. Gli inglesi occuparono tutta l'isola, fortificando le spiagge di Madiella e di Lacona, ristrutturando il bastione di San Giovanni Battista e installando batterie di cannoni sul promontorio della Falconaia a Portoferraio e sul Monte Albero. In seguito alle proteste del granduca Ferdinando di Lorena gli inglesi lasciarono l'isola. 
Nel 1799 Napoleone proclamò l'annessione della Toscana alla Francia e inviò truppe per occupare Portoferraio; l'occupazione dell'isola fu però solo parziale, a causa della presenza della flotta inglese. I francesi compirono rappresaglie contro la popolazione, a loro ostile, e saccheggiarono Capoliveri. Resisteva inoltre la piazzaforte napoletana di Longone, con l'appoggio della popolazione. Il comandante francese Monserrat, infine, messo sotto assedio a Portoferraio, fu costretto a restituire la città ai Lorena.
In seguito alla pace di Luneville ai francesi furono ceduti tutti i possedimenti dei Lorena e il re di Napoli cedette inoltre Longone. Il comandante di Portoferraio, Carlo de Fisson, rifiutò tuttavia di arrendersi, resistendo più di un anno e l'isola passò interamente alla Francia solo nel 1802.
Venne divisa in sei municipalità con a capo un commissario generale e un consiglio amministrativo; in ogni municipalità si istituirono scuole primarie gratuite dove era obbligatorio lo studio della lingua francese e ogni municipalità aveva la sua parrocchia, affidata ad un curato che dipendeva dalla diocesi di Ajaccio. L'isola fu esentata dai diritti doganali e fu incentivata la creazione di una flotta mercantile. Si dette impulso all'economia agricola ed estrattiva cercando di modernizzare o creare ex novo le infrastrutture. Si costruirono opere pubbliche, soprattutto strade. Ottimi risultati si ottennero nella produzione viticola e vinicola, buona anche la pesca e la produzione di sale marino.
Nel 1803 in seguito alle nuove ostilità fra Francia e Inghilterra, vennero costruiti nuovi fortini per l'avvistamento navale. 
L'inverno del 1805 fu molto difficile per l'Elba a causa di grandi fortunali che portarono gravi danni ai raccolti e per l'esplosione della santabarbara di forte Longone.
Con la nascita del Primo Impero di Napoleone, il principato di Piombino coi possedimenti elbani fu assegnato alla sorella Elisa Bonaparte Baciocchi. Sotto il suo governo nuovo impulso fu dato alle opere pubbliche, ma i problemi economici rimasero.
A seguito della sconfitta nella campagna nel nord-est della Francia e nella campagna d'Italia (1814) Napoleone fu costretto ad abdicare e, con il trattato di Fontainebleau, venne esiliato all'Elba, che insieme a Pianosa e Palmaiola, costituì un regno indipendente a lui assegnato. Napoleone sbarcò nell'isola il 4 maggio, accolto con diffidenza. Suddivise l'isola in dieci comuni e cercò di riattivare i commerci e le industrie estrattive, ma la necessità di denaro lo spinse a tenere per sé i guadagni delle miniere e ad aumentare le imposte fondiarie. La popolazione di Capoliveri si ribellò e fu piegata solo con la minaccia delle armi. Napoleone aprì la strada per Portolongone e iniziò quella per Lacona; favorì la modernizzazione dell'agricoltura e lo sviluppo della pesca, con la creazione di tonnare, ma soprattutto si occupò di rendere efficiente la sua guarnigione militare e la sua piccola flotta.
Con il congresso di Vienna il Granducato di Toscana, compresa l'Elba, fu assegnato nuovamente ai Lorena. Nel giro di pochi anni l'apparato amministrativo francese fu smantellato e introdotto quello toscano e i comuni, per risparmiare, furono ridotti a quattro (Marciana, Portolongone, Rio e Portoferraio), nonostante l'opposizione degli isolani.
Il granduca Leopoldo II si adoperò per l'economia e incentivò l'agricoltura studiando dei piani per renderla autosufficiente, ma l'unico settore che ne trasse vantaggio fu la viticoltura. Monopolizzò tutte le miniere dell'Elba estromettendone i privati, che come risarcimento ottennero alcune concessioni (esenzione dalle imposte fondiarie, franchigie doganali e riduzione del prezzo del sale).
Allo scoppio della prima guerra d’indipendenza, diversi isolani presero parte alla Battaglia di Curtatone e Montanara. La polizia del granducato, per timore di insurrezioni, incominciò a imprigionare i sospettati e utilizzò le isole dell'arcipelago come luoghi di prigionia per i nemici dello stato: Francesco Domenico Guerrazzi nel 1848 fu rinchiuso nel forte Falcone a Portoferraio.
Nel 1851 venne creata la Regia cointeressata, una società per azioni mista fra pubblico e privato, che portò al massimo la produzione di ferro.
Furono aperte nuove miniere a Calamita, a Capoliveri e a Terranera.
Il granduca chiamò a dirigere le miniere l'ingegnere tedesco Teodoro Haupt che portò diverse innovazioni, come la prima laveria per separare il minerale sterile a Rio Marina; in tutte le cave fece poi costruire pontili per l'imbarco e ferrovie a trazione animale a scartamento ridotto.
Il ferro dell'Elba veniva venduto in Francia, in Inghilterra e soprattutto negli Stati Uniti.
Nel 1860 fu votata l'annessione del granducato di Toscana al Regno di Sardegna

## Stato Italiano
L'Elba, in seguito all'annessione, fu privata di esenzioni e privilegi concessi dal granduca e subì una gravissima depressione economica, che spinse le amministrazioni locali a chiedere ripetutamente al Parlamento di porvi rimedio. 
Alla fine dell'Ottocento furono introdotti collegamenti regolari fra Piombino e Livorno e Portoferraio, grazie a due piroscafi e l'economia migliorò, sebbene continuassero a mancare gli investimenti per migliorare le infrastrutture obsolete rispetto a gran parte del paese. 
La nascita delle società di mutuo soccorso aprirono la strada ai primi sindacati operai. La prima sorse a Portoferraio, seguita subito dopo da quella di Rio e di altri paesi. Nel 1882 i minatori scesero in piazza per protestare contro l'intenzione della Banca generale, nuovo concessionario delle cave, di licenziare e di ridurre i salari: l'avvenimento venne riportato sui più importanti giornali nazionali. Nuove manifestazioni e scioperi scoppiarono quando vennero utilizzati nelle cave i carcerati. Il momento più drammatico fu nel 1886 quando la polizia sparò sulla folla che protestava e uccise due dimostranti a Capoliveri. Gli scioperi continuarono e i lavoratori cominciarono ad organizzarsi e alla fine del secolo nacquero le prime leghe degli operai soprattutto fra i minatori.
Sempre verso la fine del secolo i paesi rivieraschi, che in questi anni si erano ingranditi, chiesero di diventare autonomi rispetto ai paesi collinari da cui fino ad ora erano dipesi, così ci fu la separazione, di Rio Marina da Rio, di Marciana Marina da Marciana e di Capoliveri da Portolongone.
La viticultura fu colpita prima dall'oidio e poi dalla fillossera e il danno economico subito causò una forte emigrazione. 
All'inizio del Novecento, Ubaldo Tonietti, concessionario delle miniere, e Pilade del Buono, prima capitano marittimo, poi industriale, fondarono la società Elba con lo scopo di creare un impianto siderurgico per lavorare il ferro direttamente sull'isola. La società comprò i terreni delle antiche saline di San Rocco e su quel terreno costruì lo stabilimento siderurgico di Portoferraio per la produzione della ghisa. Nel 1907 lo scoppio di un altoforno provocò la morte di tre operai e il ferimento di altri e ci fu un primo sciopero, a cui ne seguirono altri, fino ad uno della durata di quattro mesi nel 1911, in seguito al mancato indennizzo delle famiglie degli operai morti, riportato dai giornali nazionali.
Con lo scoppio della prima guerra mondiale, lo stabilimento siderurgico di Portoferraio assunse un'importanza strategica e molti operai furono esentati dalla chiamata alle armi. La mattina del 23 maggio 1916 un sottomarino tedesco emerse nella baia di Portoferraio e cominciò a cannoneggiare gli altiforni e le ciminiere: ci furono seri danni e due marinai del piroscafo Teresa Accame perirono. Sulla rotta di ritorno il sommergibile affondò il piroscafo Washington al largo di Palmaiola senza provocare vittime. Per questa azione subita la città di Portoferraio fu insignita della croce di guerra. 
Dopo la fine della guerra la crisi economica e la disoccupazione colpirono in modo drammatico l'isola e ricominciarono le agitazioni, soprattutto nei centri minerari. La società Elba minacciava di chiudere gli altiforni e le miniere a causa della mancanza di carbon coke sul mercato e per l'alto prezzo della manodopera. Ci furono licenziamenti di massa e vari scioperi, che portarono a scontri anche con la polizia, con spari e arresti. Il 7 settembre del 1920 gli operai occuparono lo stabilimento per un mese. Nel giugno del 1921 la società chiuse temporaneamente e licenziò tutte le maestranze. 
Nello stesso periodo anche all'Elba iniziarono i primi scontri tra gli anarchici, i socialisti e il crescente movimento fascista. Anche a Portoferraio e in altre città nacquero le sezioni dei fasci di combattimento. Ci furono arresti, carcerazioni e anche il confino per alcuni.
Alla fine della seconda guerra mondiale, dopo l'armistizio di Cassibile i tedeschi bombardarono il 16 settembre del 1943 Portoferraio, distruggendo lo stabilimento siderurgico; il giorno dopo i paracadutisti tedeschi costrinsero alla resa le truppe italiane e occuparono l'isola. Pochi giorni dopo un sommergibile inglese silurò il piroscafo civile Sgarallino, scambiato per una nave militare, uccidendo trecento persone.
Dopo nove mesi di occupazione l'Alto comando alleato liberò l'isola con l'Operazione Brassard, il 16 giugno del 1944: una divisione di fanteria coloniale francese, sbarcata sulla spiaggia di Marina di Campo, si impadronì della parte occidentale dell'isola e poi occupò Marciana, Poggio e Marciana Marina. Le truppe francesi, composte soprattutto da militari senegalesi, impiegarono tre giorni per completare l'occupazione e compirono violenze e razzie anche contro la popolazione civile.
Lo stabilimento siderurgico distrutto non venne ricostruito. Le miniere furono sfruttate ancora fino agli anni ottanta e divennero quindi luoghi di attrazione turistica. Il turismo ha rilanciato l'economia dell'isola, che dal 1996 fa parte del Parco nazionale dell'Arcipelago Toscano.